# Holden Beach
Holden Beach és una població dels Estats Units a l'estat de Carolina del Nord. Segons el cens del 2000 tenia 787 habitants.

## Demografia
Segons el cens del 2000, Holden Beach tenia 787 habitants, 379 habitatges i 272 famílies. La densitat de població era de 102,3 habitants per km².
Dels 379 habitatges en un 11,6% hi vivien nens de menys de 18 anys, en un 67,3% hi vivien parelles casades, en un 4,2% dones solteres, i en un 28,2% no eren unitats familiars. En el 24,5% dels habitatges hi vivien persones soles el 10,3% de les quals corresponia a persones de 65 anys o més que vivien soles. El nombre mitjà de persones vivint en cada habitatge era de 2,08 i el nombre mitjà de persones que vivien en cada família era de 2,43.
Per edats la població es repartia de la següent manera: un 11,9% tenia menys de 18 anys, un 1,7% entre 18 i 24, un 16,4% entre 25 i 44, un 44,3% de 45 a 60 i un 25,7% 65 anys o més.
L'edat mediana era de 55 anys. Per cada 100 dones de 18 o més anys hi havia 92,5 homes.
La renda mediana per habitatge era de 59.583 $ i la renda mediana per família de 70.000 $. Els homes tenien una renda mediana de 45.833 $ mentre que les dones 41.094 $. La renda per capita de la població era de 35.114 $. Entorn del 4,4% de les famílies i el 4,6% de la població estaven per davall del llindar de pobresa.

## Poblacions més properes
El següent diagrama mostra les poblacions més properes.